# Rubitz (Gera)
Rubitz bildet zusammen mit Milbitz und Thieschitz den 5,3 km² großen Ortsteil Milbitz/Thieschitz/Rubitz der Stadt Gera in Thüringen mit 671 Einwohnern (Stand 31. Dezember 2022).

## Geographie
Rubitz liegt im Nordwesten der Stadt Gera im Erlbachtal.

## Geologie
Wie in Milbitz und Thieschitz befanden sich auch längsseits des Dorfes Rubitz kleinere Silbererzadern, die im Mittelalter abgebaut wurden. Geologisch-historisch erwähnenswerter ist jedoch die sogenannte Geraer Glanzerde, die Johann Friedrich Blumenbach in seinem Handbuch der Naturgeschichte beschrieb: „Eine besondere Abart ist die lockere Glanzerde oder Schaumerde von Rubitz bey Gera, die sich durch ein fast kalkähnliches Ansehen und einen eigenen matten Silberglanz auszeichnet.“ Zu ihr findet sich auch eine Notiz in Goethes Tagebüchern vom 1. Juli  1808: „Früh bei Ziegesars, die nach Franzensbad gingen, da wir Abschied nahmen. Nachher mit Briefen beschäftigt. Kam Herr Kammerrat von Flanz aus Gera, mit Dr. Jani und dessen Sohn. Es wurde besonders von der geraischen Schaumerde gesprochen und ihrem Vorkommen bei Rubitz, nicht weit von Gera, ihrer Entdeckung durch einen Kaufmann, der zuerst die Decken seiner Zimmer damit abweißen lassen.“

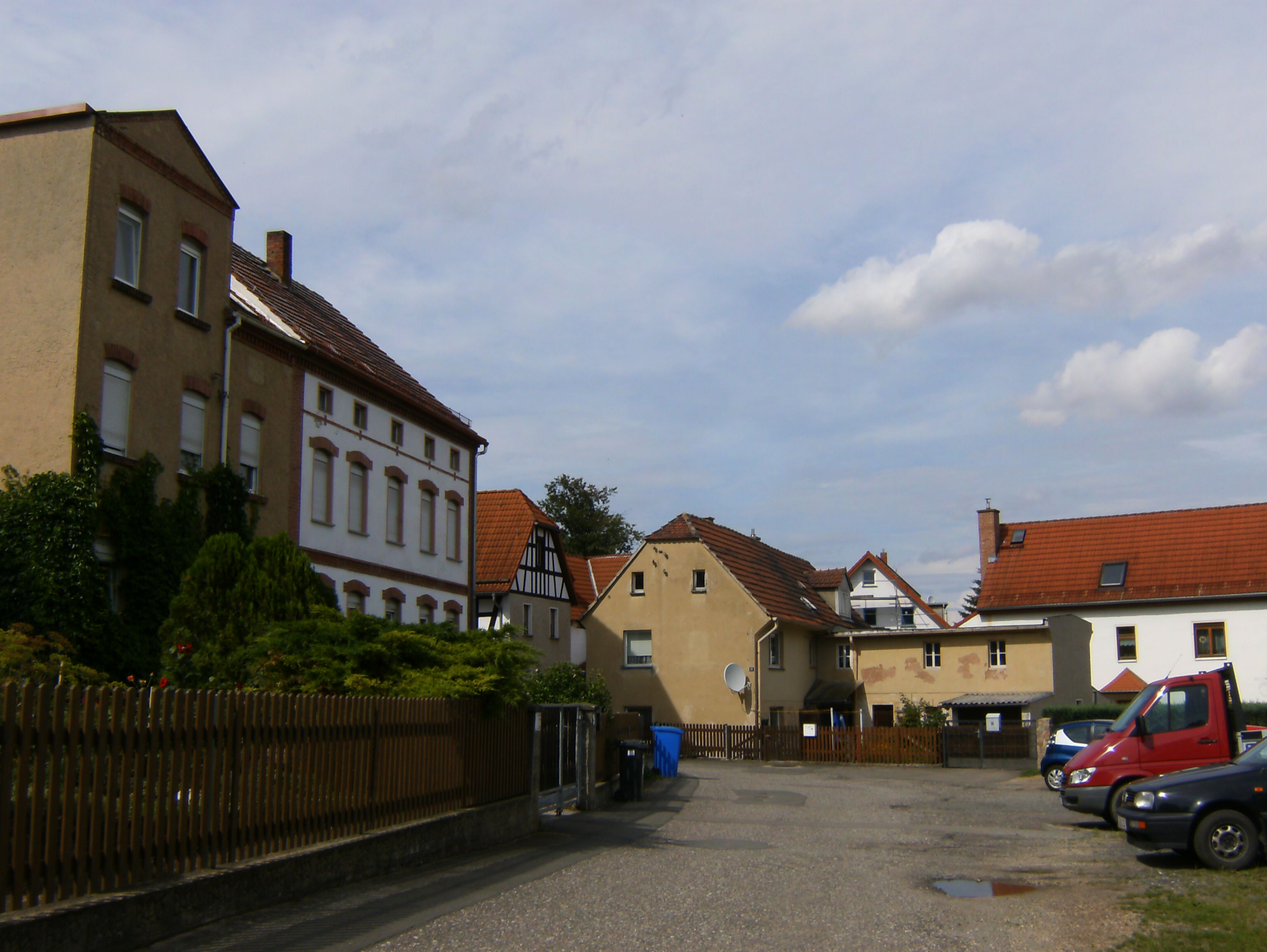
Die Cosse in Rubitz

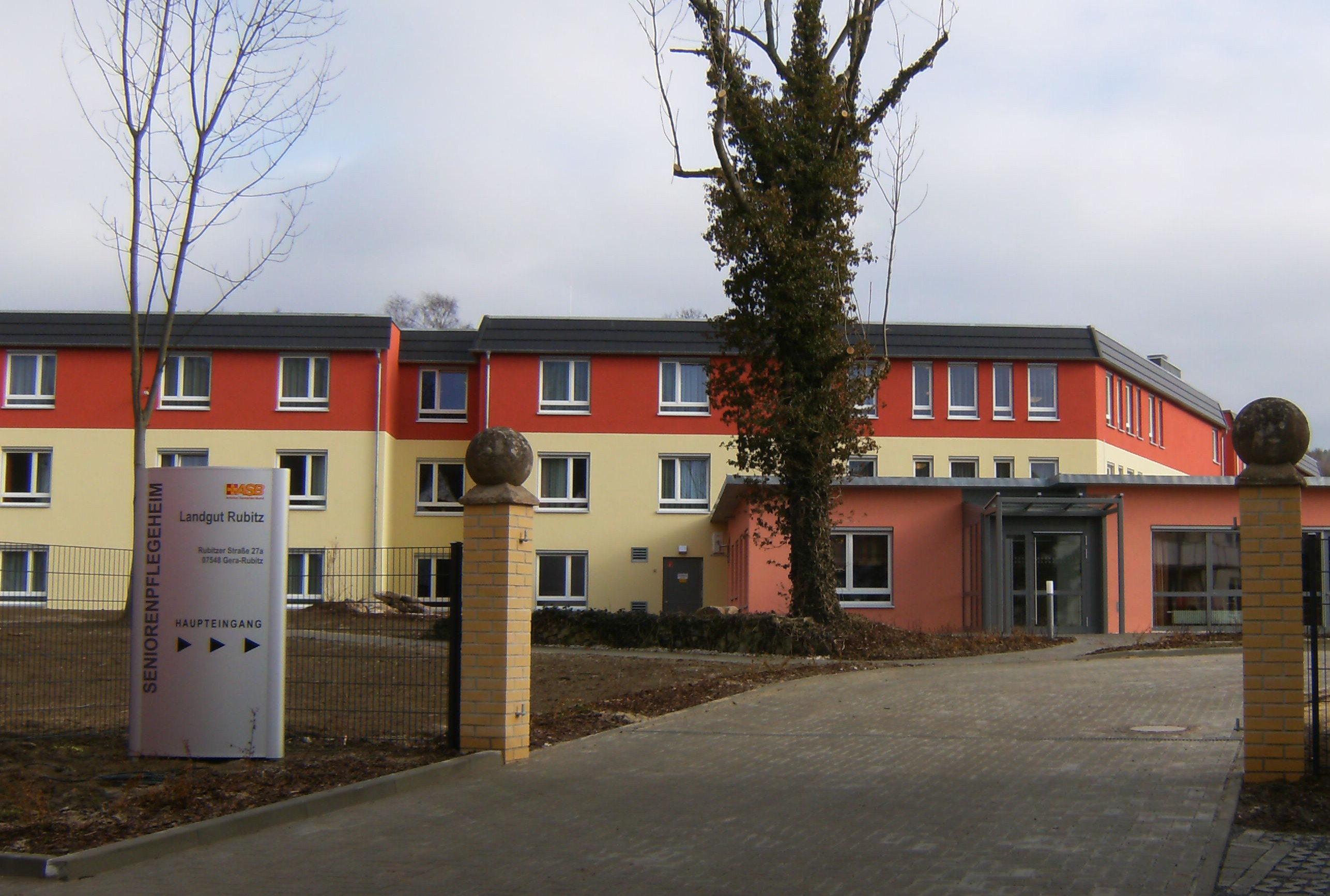
Die Seniorenwohnanlage „Landgut Rubitz“ des ASB

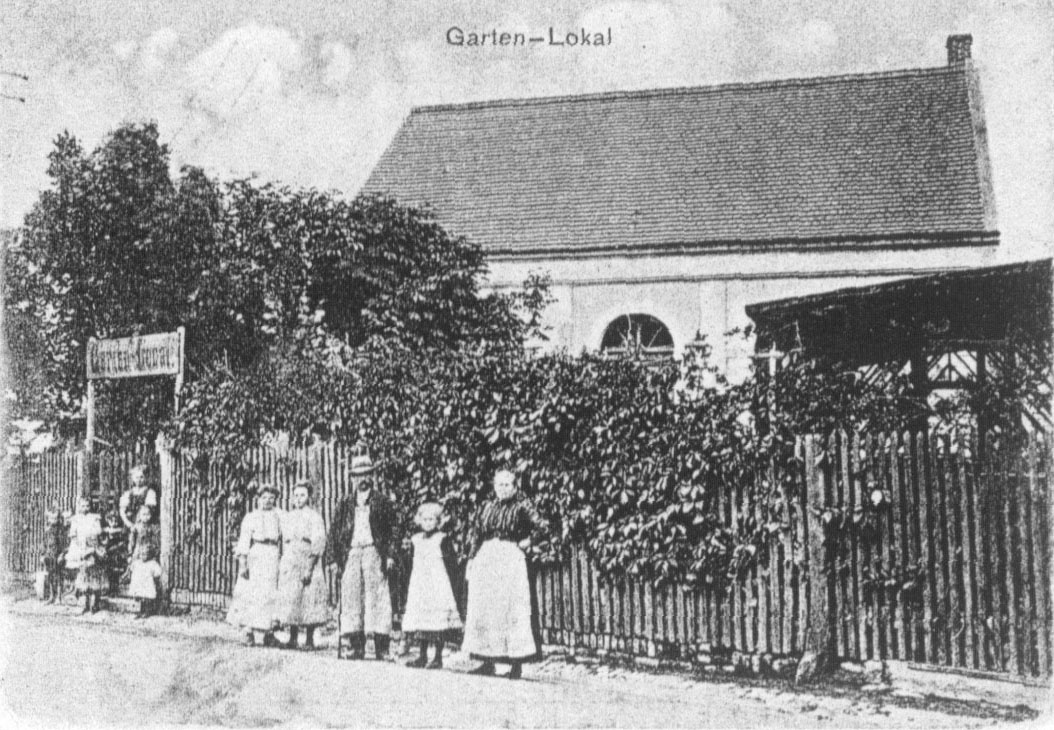
Alte Turnhalle mit Biergarten um 1915

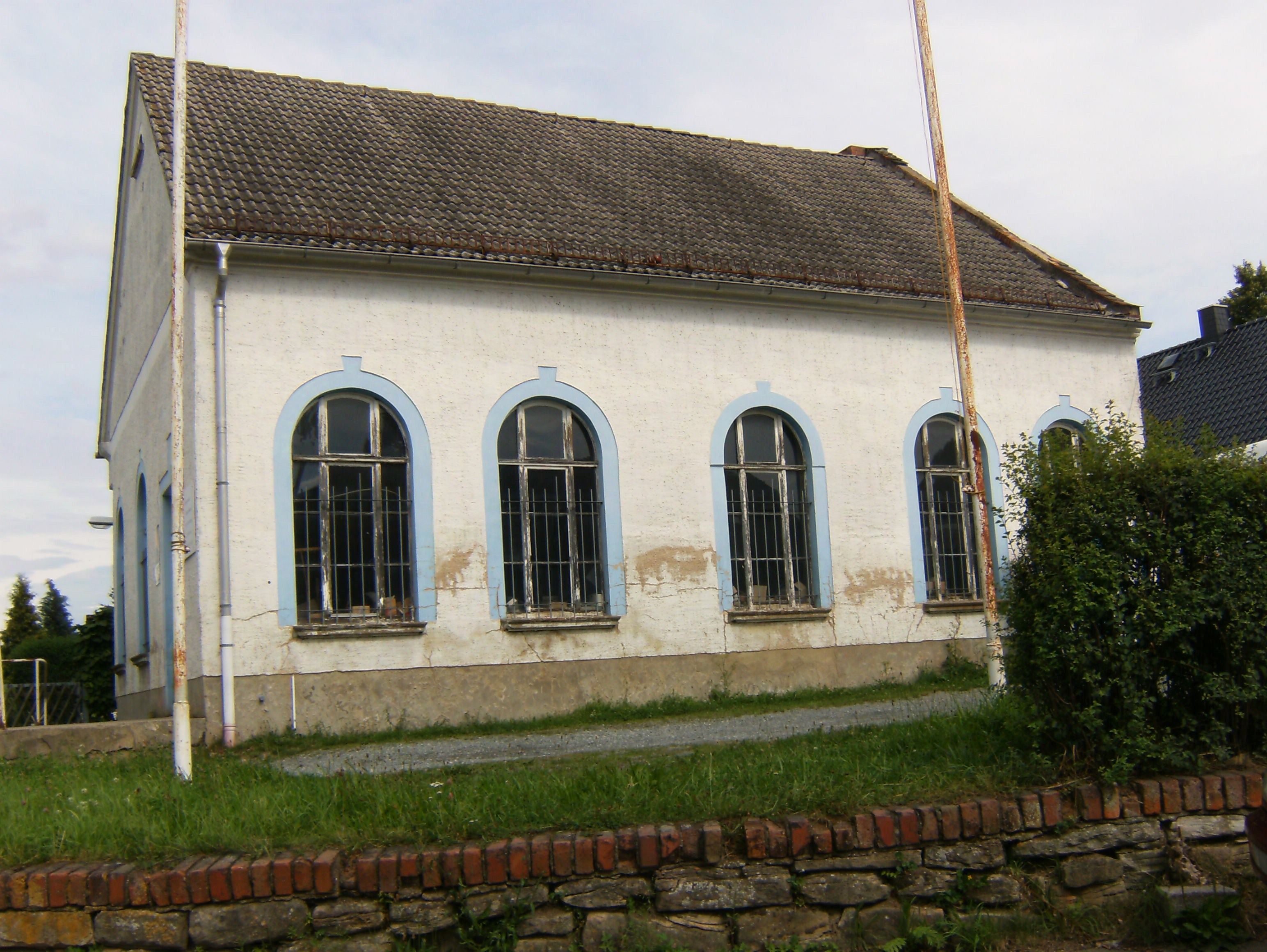
Die Turnhalle um 2015

## Geschichte
Rubitz wurde erstmals 1147 als Lehnsgut Roboce des Zeitzer Domkapitels erwähnt. Spätere Nennungen lauten: 1304 und 1308 de Robuz, 1338 in Robitz, 1405 de Robicz. Dem Ortsnamen liegt die slawische Form Robušj- zugrunde, die den „Besitz eines Robuš“ (von rob = Knecht) anzeigt. Schul- und Kirchort für Rubitz ist seit alters her das benachbarte Thieschitz.
Nordwestlich vom Ort auf dem Flur der Cosse befand sich in früheren Zeiten eine kleine Burganlage mit Turm und umlaufendem Graben. Reste vom Wall und vom Turmhügel sind noch erkennbar. Auf eine weitere Besiedlung deutet die Wüste Kirche hin, eine ehemalige Burg mit Wallanlage und Wegesperren am Ausgang des Schafgrundes in Richtung Oelsdorfmühle.
Die Eingemeindung von Rubitz in die Stadt Gera erfolgte zum 1. Januar 1919.
Die Rubitzer Turnhalle, am 16. Januar 1906 eingeweiht, wurde vom heute nicht mehr existierenden Turnverein Rubitz e. V. erbaut. Sie wurde auch für das Schulturnen der Thieschitzer Schulkinder genutzt. 1983 – nach Beräumung der Hochwasserschäden – erhielt sie in Eigenleistung der Einwohner einen Anbau mit Saal, Küche und Sanitäranlagen. Nach der Wende ging die Immobilie an die Treuhand über, war über viele Jahre dem Verfall preisgegeben. Ein schon geplanter Abriss konnte in letzter Minute durch eine ortsansässige Firma abgewendet werden, die hier ihre Firmenräume etablierte.
1943 muss die an der Wegekreuzung Ernsee-Töppeln-Rubitz stehende „Diebseiche“ gefällt werden; das Alter des Baumes, der einen Stammumfang von knapp 7 Metern hatte, wurde auf 550 bis 560 Jahre geschätzt. Ihren Namen verdankte sie dem Umstand, dass sie über die Jahrhunderte Treff- und Sammelpunkt marodierender Räuberbanden war.
Im Juni 1960 kam es kurz hintereinander zu zwei Erdfällen mit Kratertiefen von 8 bzw. 3 Metern.
Verheerenden Schaden in der Ortschaft richtete das Hochwasser vom 10. August 1981 an. Es forderte mehrere Menschenleben. 75 % der Wohnhäuser standen unter Wasser, etliche davon mussten in der Folgezeit abgerissen werden.

### Rittergut Rubitz
Der Ort war über die Jahrhunderte hinweg Rittergut mit wechselnden Lehnsherren. Das Rittergut Rubitz war ein landtagsfähiges Rittergut. Mit dem Besitz des Rittergutes verbunden war die Patrimonialgerichtsbarkeit in Form der Ober- und Erbgerichtsbarkeit über 9 Untertanen in Rubitz. Daneben verfügte es über die Erbgerichtsbarkeit über weitere 9 Untertanen in Rubitz und je einen Untertanen in Thieschitz und Töppeln. 1850 ging die Gerichtsbarkeit aufgrund einer freiwilligen Vereinbarung auf das staatliche Justizamt Gera-Unternmhaus über.
Das Rittergut Rubitz war im Besitz der Familie von Schauroth, seit ca. 1500 von Uttenhofen und seit 1596 von Biesenroth. Seit 1681 war das Rittergut fürstlicher Privatbesitz. 1851 wurde es Teil des reußischen Hausfideikommisses.
Das Landgut Rubitz: Am 3. Mai 1681 erwarb Katharina Elisabeth Reuß, Witwe des 1670 verstorbenen Geraer Landesherrn Heinrich II. des Jüngeren Reuß (ein Sohn des Heinrich II. Posthumus Reuß) das Gut für 12.000 Gulden. Sie nutzte das Gut (ab 1866 reußisches Kammergut) als Sommer- und Witwensitz. Mit der Auflösung der thüringischen Kleinstaaten wurde das Gut an den Staat übergeben. Nach dem Zweiten Weltkrieg bis Anfang der 1970er Jahre wurde es als Volkseigenes Gut (VEG) bewirtschaftet. Der Sage nach soll sich in der Pächterwohnung des Gutes ein Marienbild befunden haben, von Schmutz und Spinnweben überzogen; es hieß, falls das Bild gereinigt würde, würden Pächter und Vieh sterben. Das im Zerfall befindliche Gut wurde im Jahr 2010 abgerissen; auf dem Areal ist nun ein Seniorenheim des ASB Gera entstanden.

## Politik
Seit 2001 besteht ein gemeinsamer Ortsteilrat (ehemals Ortschaftsrat) der Ortschaften Milbitz, Thieschitz und Rubitz.
Ortsteilbürgermeister für Milbitz, Thieschitz und Rubitz ist seit September 2013 Norbert Geißler.
Ortsteilbürgermeister
| 2001–2004         | 2004–2009         | 2009–2013         | 2013                  | 2013/2014       | 2014–2019       | 2019–2024       | 2024–2029       |
| ----------------- | ----------------- | ----------------- | --------------------- | --------------- | --------------- | --------------- | --------------- |
| Christine Türpitz | Christine Türpitz | Christine Türpitz | Michael Möbius (amt.) | Norbert Geißler | Norbert Geißler | Norbert Geißler | Norbert Geißler |

Mitglieder des Ortsteilrates
| 2001–2004              | 2004–2009       | 2009–2014                       | 2014–2019      | 2019–2024                                                     | 2024–2029        |
| ---------------------- | --------------- | ------------------------------- | -------------- | ------------------------------------------------------------- | ---------------- |
| Bernd Fehse            | Bernd Fehse     | Bernd Fehse                     | Bernd Fehse    | Bernd Fehse                                                   | Bernd Fehse      |
| Joachim Kühl           | Joachim Kühl    | Norbert Geißler (seit Mai 2012) | Jana Koch      | Jana Hutschenreuter bis 09/2021 / ab 09/2021 Jana Wetzig-Koch | Jana Wetzig-Koch |
| Katrin Lippmann        | Katrin Lippmann | Joachim Kühl                    | Joachim Kühl   | Joachim Kühl bis 10/2023 / ab 10/2023 Ralf Anske              | Katharina Rempke |
| Michael Möbius         | Monika Löther   | Katrin Lippmann (bis Mai 2012)  | Monika Löther  | Monika Löther                                                 | Christian Rost   |
| Christian Steinbrenner | Michael Möbius  | Monika Löther                   | Michael Möbius | Michael Möbius                                                | Michael Möbius   |
| Roland Zschach         | Roland Zschach  | Michael Möbius                  | Roland Zschach | Roland Zschach                                                | Roland Zschach   |

## Entwicklung der Einwohnerzahl
| Jahr      | 1647 | 1794 | 1864 | 1867 | 1919 | 2003 | 2020 |
| Einwohner | 96   | 124  | 190  | 225  | 533  | 195  | 142  |

## Verkehr
- Der Ort ist erreichbar über die BAB-Anschlussstelle 57 Rüdersdorf, durch den Ort führt die L 1070.
- Mit dem ÖPNV ist Rubitz erreichbar ab Gera-Untermhaus mit der Buslinie 20 der Verkehrs- und Betriebsgesellschaft Gera.
- Die nächstgelegenen Bahnhöfe befinden sich in Töppeln, Bad Köstritz und Gera (Hauptbahnhof).

## Bildung
Nächstgelegene Kindereinrichtung ist die
- Kindertagesstätte Kinderparadies in Gera-Unterhaus.

Zuständige Grundschule ist die
- Staatliche Grundschule Otto Dix in Gera-Untermhaus.

Nächstgelegene Regelschule ist die
- Staatliche Regelschule Otto Dix Gera-Untermhaus.

## Persönlichkeiten
- Karl Goßler, gen. Brätter (* 16. März 1836 in Rubitz; 27. September 1900 in Gera) war der erste sozialdemokratische Abgeordneter im Landtag Reuß jüngerer Linie